# Списак добитника награде „Вељкова голубица”
Награда „Вељкова голубица” додељује се за целокупно приповедачко дело савременог писца на српском језику, у Сомбору, у оквиру манифестације „Вељкови дани”. Награда је први пут додељена 2007. и састоји се од статуе голубице од теракоте, уметничке слике, повеље и новчаног износа.
Манифестација „Вељкови дани” је књижевна манифестација посвећена српском писцу Вељку Петровићу коју организује Градска библиотека „Карло Бијелицки“ у Сомбору под покровитељством Општине Сомбор. Од свог настанка па до 2019. године манифестација је имала карактер једногодишње манифестације, и од тада одлуком управног одбора и на предлог организационог одбора Вељкових дана добија карактер двогодишње манифестације и траје два дана као и до тада. До сада је одржано четрнаест „Вељкових дана”. 
Добитницима награде „Вељкова голубица“ Градска библиотека „Карло Бијелицки“ у оквиру Библиотеке „Вељкова голубица“ штампа књигу одабраних прича.

## Добитници
| Година | Слика | Добитник              | Књиге објављене у Библиотеци „Вељкова голубица“                                                                                             | Реф.   |
| ------ | ----- | --------------------- | --- | ------ |
| 2007.  |       | Мирослав Јосић Вишњић | Антологија - Сомбор; 2008. | [ 1 ]  |
| 2008.  |       | Драгослав Михаиловић  | Богиње - Сомбор; 2009. | [ 4 ]  |
| 2009.  |       | Данило Николић        | Друго одело - Сомбор; 2010. | [ 5 ]  |
| 2010.  |       | Радован Бели Марковић | О свему ће причати Гаврило : приче и приповетке - Сомбор; 2011.                                                                             | [ 6 ]  |
| 2011.  |       | Радослав Братић       | Дошао сам на свет с лепом раном и друге приче - Сомбор; 2012.                                                                               | [ 7 ]  |
| 2012.  |       | Милисав Савић         | Изабране приче, с коментарима - Сомбор; 2013.                                                                                               | [ 8 ]  |
| 2013.  |       | Саша Хаџи Танчић      | Такав живот : и јест и будет - Сомбор, 2015.                                                                                                | [ 9 ]  |
| 2014.  |       | Михајло Пантић        | Седми дан кошаве : приче, по некоме - (издање Архипелага из Београда и Градске библиотеке "Карло Бијелицки“ Сомбор); Београд, Сомбор; 2015. | [ 10 ] |
| 2015.  |       | Миро Вуксановић       | Повратак у Раванград : биографске приповести с прологом и писмом својих ликова - Сомбор; 2016.                                              | [ 11 ] |
| 2016.  |       | Давид Албахари        | Проза о прози : фрагменти о краткој причи - Сомбор; 2017.                                                                                   | [ 12 ] |
| 2017.  |       | награда није додељена | | [ 13 ] |
| 2018.  |       | Горан Петровић        | књига није објављена | [ 14 ] |
| 2020.  |       | Јовица Аћин           | Писани путеви : приче изабране из Океана - Сомбор; 2022.                                                                                    | [ 15 ] |
| 2022.  |       | Радослав Петковић     | у припреми | [ 16 ] |